# SNCF TGV POS
Il TGV POS o "TGV Paris-Ostfrankreich-Süddeutschland" (TGV Parigi-Francia orientale-Germania meridionale in tedesco) è un treno francese ad alta velocità. 

## Caratteristiche
Il TGV POS è stato sviluppato per essere usato da parte della società ferroviaria francese SNCF nelle linee ferroviarie francesi che collegano Parigi alla Germania, Lussemburgo e Svizzera.
Questo tipo di TGV (Train Gran Vitesse) è stato messo in servizio inizialmente nel 2006 sulla Parigi-Lussemburgo-Strasburgo. Successivamente nel 2007 è iniziato il servizio da Parigi verso la Svizzera e la Baviera. 
Alcuni esperti considerano questi treni la quarta generazione di TGV, in quanto saranno i primi a correre a 320 km/h nel 2013. Infatti il TGV POS è uno dei treni convenzionali più veloci del mondo, potendo operare in alcune tratte a velocità commerciali di oltre 300 km/h a carico completo. 

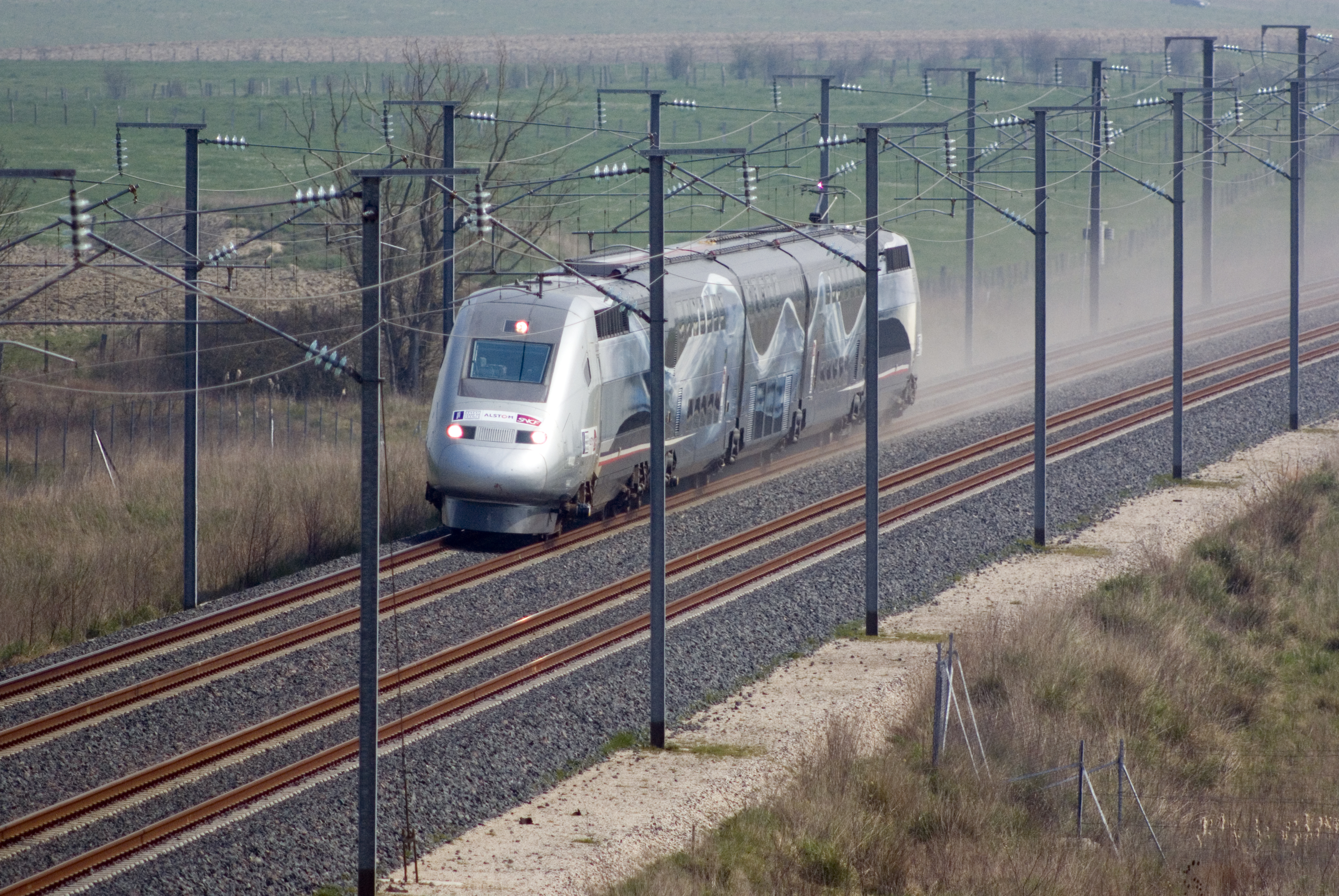
TGV 4402 (Operation V150) nel momento di toccare i 574 km/h

Nel 2012 detiene il record di maggiore velocità in prova: il 3 aprile del 2007 il TGV 4402 (Operation V150) raggiunse i 574,8 km/h nella tratta Parigi-Strasburgo.
Esiste il progetto di utilizzare il TGV POS di quarta generazione nella tratta Parigi-Lione-Torino-Milano, quando sarà completata la TAV Torino Lione (attualmente il servizio viene fatto dal TGV Réseau).

## Rotte ferroviarie
Le tratte ferroviarie servite dal TGV POS sono:
- Parigi - Stoccarda - Monaco di Baviera
- Parigi - Zurigo
- Mulhouse - Parigi/Stazione "Gare de Paris Lyon"
- Strasburgo - Parigi/Stazione "Gare de Paris Est"